# Petr Brož

Petr Brož (2021)

Petr Brož (* 25. května 1984 Písek) je český geolog. Jeho specializací jsou projevy sopečné činnosti na povrchu Marsu.
Je členem Strany zelených, za které neúspěšně kandidoval v roce 2017 ve Středočeském kraji do Poslanecké sněmovny ČR a v roce 2018 do zastupitelstva města Jesenice.

## Vědecká činnost
Petr Brož je laureátem ceny Nadání Josefa, Marie a Zdenky Hlávkových pro talentované studenty a mladé talentované vědecké pracovníky do 33 let. Mimo jiné se věnuje popularizaci vesmírné geofyziky. V roce 2023 byl na tři roky vybrán do pracovní skupiny ESA, která hodnotí a doporučuje nové vesmírné mise.
V roce 2018 získal Prémii Otto Wichterleho.

## Další aktivity
Je přispěvatelem internetové encyklopedie Wikipedie, byl členem spolku Wikimedia Česká republika a účastní se Wikikonferencí. Na Wikipedii se věnuje zejména tématu ochrana přírody. V roce 2010 spolupracoval na vydání české monografie o této encyklopedii, nazvané Wikipedie, průvodce na cestě za informacemi.
Ve volbách do Evropského parlamentu v červnu 2024 kandidoval na 24. místě kandidátky Zelených. Strana však získala pouze 1,55 % hlasů, a zvolen tak nebyl.
Jeho kniha Vesmírníček, aneb, usínáme s vědou byla nominována na ocenění Magnesia Litera v kategorii "DILIA Litera za debut roku" v roce 2023. Stejná publikace se stala nejprodávanější dětskou knihou roku 2023 dle Svazu knihkupců a nakladatelů v kategorii Literatura pro děti a mládež. V roce 2024 vyšlo pokračování s názvem Vesmírníček: Letíme dál aneb už zase usínáme s vědou.

## Publikace
- Vesmírníček, aneb, usínáme s vědou, Praha: Dobrovský, 2022, ilustrace Lucie Škodová, ISBN 978-80-277-0382-1[20]
- BROŽ, Petr. Geostorky, aneb, Lidské osudy ve stínu geověd. Pangea. Praha: Dobrovský, 2023. ISBN 978-80-277-2258-7.
- Vesmírníček, letíme dál, aneb už zase usínáme s vědou, Praha: Drobek, 2024, ilustrace Lucie Škodová, ISBN 978-80-277-4052-9